# Notaspidium mexicanum
Notaspidium mexicanum är en stekelart som beskrevs av Halstead 1991. Notaspidium mexicanum ingår i släktet Notaspidium och familjen bredlårsteklar. Inga underarter finns listade i Catalogue of Life.